# 亞歷山大·伊萬諾維奇·巴米亞京斯基
亞歷山大·伊萬諾維奇·巴米亞京斯基（俄语：Князь Барятинский Александр Иванович；1815年5月14日—1879年3月9日），俄羅斯帝國親王元帥。1856年至1862年任高加索總督，在位期間攻滅高加索伊瑪目國，並成功穩定了高加索局勢長達三年，是繼亞歷山大·伊凡諾維奇·列加爾頓再度穩定高加索超過一年時間之總督。1879年3月9日，在出訪德意志帝國時患病，在瑞士日內瓦休養時去世，享年63歲。

## 學生
巴米亞京斯基曾於帝俄最高軍事教育機構尼古拉參謀學院長期擔任教官，著名之學生包括皇帝亞歷山大二世、後來完全平定高加索之亞歷山大·帕夫諾維奇·斯維斯圖諾夫等著名人士。